# Ashley Torres
Ashley Anthony Jr. Torres (ur. 15 września 1985) – belizeński piłkarz występujący na pozycji napastnika lub lewego obrońcy, obecnie zawodnik Paradise/Freedom Fighters.

## Kariera klubowa
Torres rozpoczynał swoją piłkarską karierę w zespole Placencia Pirates, w którego barwach nie odniósł jednak większych sukcesów, a po upływie kilku miesięcy przeniósł się do klubu Texmar Boys z siedzibą w mieście Mango Creek. W 2007 roku triumfował z nim w Super League of Belize, rozgrywkach niezrzeszonych w Belizeńskim Związku Piłki Nożnej. W sezonie 2008 dotarł natomiast do dwumeczu finałowego tej ligi. W późniejszym czasie został zawodnikiem Georgetown Ibayani, gdzie występował przez następny rok, po czym powrócił do Texmar, gdzie w 2009 roku ponownie wygrał Super League. W sezonie 2010/2011, już jako piłkarz Toledo Ambassadors, wywalczył tytuł wicemistrza kraju, zaś w 2011 roku podpisał umowę z Placencia Assassins FC. Tam w sezonie 2011 po raz trzeci już triumfował w nieoficjalnych rozgrywkach Super League, zaś rok później wygrał nowo powstałą Premier League of Belize, notując pierwszy w karierze tytuł mistrzowski.
W połowie 2013 roku Torres przeszedł do zespołu Paradise/Freedom Fighters z siedzibą w mieście Punta Gorda.

## Kariera reprezentacyjna
W 2013 roku Torres został powołany przez kostarykańskiego selekcjonera Leroya Sherriera Lewisa na turniej Copa Centroamericana. Właśnie w tych rozgrywkach zadebiutował w seniorskiej reprezentacji Belize, 18 stycznia w przegranym 0:1 meczu fazy grupowej z Kostaryką. Ogółem podczas tych rozgrywek pojawiał się na boisku czterokrotnie, a jego drużyna zajęła ostatecznie czwarte miejsce, najwyższe w historii swoich występów w tym turnieju. Kilka miesięcy później znalazł się w ogłoszonym przez amerykańskiego trenera Iana Morka składzie na Złoty Puchar CONCACAF, gdzie występował na pozycji obrońcy i pozostawał rezerwowym zawodnikiem swojej kadry, rozgrywając tylko jedno spotkanie, a Belizeńczycy, debiutujący wówczas w tych rozgrywkach, zanotowali komplet porażek i odpadli z turnieju już w fazie grupowej.